# Tuo Ilir
Tuo Ilir is een bestuurslaag in het regentschap Tebo van de provincie Jambi, Indonesië. Tuo Ilir telt 2912 inwoners (volkstelling 2010).